# Абдрахманов, Ильдус Бариевич
 Ильдус Бариевич Абдрахманов  (род. 2 января 1942) — советский и российский учёный, член Академии наук Республики Башкортостан.

## Биография
Абдрахманов, Ильдус Бариевич родился 2 января 1942 года в деревне Кутуево Учалинского района БАССР.Отец - Абдрахманов Барей Абдрахманович
Обучался на химическом факультете Башкирского государственного университета им. 40-летия Октября (ныне Уфимский университет науки и технологий) с 1959 по 1964 годы — студент, с 1965 по 1968 годы — аспирант.
С 1968 по 1972 годы — ассистент, старший преподаватель кафедры органической химии Башкирского государственного университета (ныне Уфимский университет науки и технологий). 1972—2003 гг. — заведующий кафедрой общей химии Башкирского государственного аграрного университета. 1984—1989 гг. — проректор на учебной работе Башкирского государственного аграрного университета.
C 1989 по 1993 годы — проректор по научной работе Башкирского государственного аграрного университета. 1993—2003 гг. — заместитель директора на научной работе Института органической химии УНЦ РАН, заведующий лабораторией синтеза нуклеозидов. 2003 г. — по настоящее время — главный научный сотрудник лаборатории фармакофорных средств.
Химик-органик, академик АН РБ, доктор химических наук, профессор, заслуженный деятель науки БАССР
C 2003 года и по настоящее время — академик-секретарь Отделения химико-технологических наук Академии наук Республики Башкортостан.
В 1971 году защитил кандидатскую диссертацию на тему «Синтез 2,5 дикетопиперазина». В 1989 году защитил докторскую диссертацию на тему «Ароматическая аминоперегруппировка Кляйзена и превращение орто-алкенилариламинов».
Впервые в России осуществил комплекс исследований ароматической амино-перегруппировки Кляйзена. На этой основе разработал препаративные методы региоспецифичного ортоалкенилирования ароматических аминов, сделавших доступными целую гамму ортозамещенных ароматических аминов с аллильными заместителями различного типа. Предложил принципиально новый механизм этого превращения. Разработана новая методология приложения продуктов амино-перегруппировки для синтеза различных гетероциклических систем.
Заслуженный Член Президиума АН РБ, заслуженный деятель науки Башкирской ССР (1990).
Подготовлено 20 кандидатов и 2 доктора наук.

## Деятельность
Научные направления: региоспецифичное замещение в ряду ароматических аминов, направленный синтез биологически активных азотсодержащих гетероциклических систем и нуклеозидов.
Сформулировал и развил научное направление в области молекулярных перегруппировок, в частности ароматической амино-перегруппировки Кляйзена; разработал оригинальные регио- и стерео-специфические способы алкенилирования ароматических аминов — ключевых веществ для синтеза азотсодержащих пестицидов и фармакологических препаратов, предложил принципиально новый механизм этой перег-руппировки; разработал принципиально новые направления внутримолекулярной гетероциклизации продуктов амино-перегруппировки, осуществил синтезы труднодоступных гетероциклических систем, в том числе противоопухолевого алкалоида эллиптицина.
Провёл комплекс исследований по направленному синтезу β-D- ксилофуранозилнуклеозидов и разработал методологию определения полной пространственной структуры этих соединений; разработал новые пути синтеза наиболее известных противо ВИЧ препаратов — азидотимидина (AZT) и ставудина (Д4Т); разработал синтез целого ряда новых веществ с практически полезными свойствами: ингибиторов кислотной коррозии, соединений с ростстимулирующей, гербицидной и антигельминтной активностью.
Для нужд ветеринарии и медицины создал обширную группу новых иммуномодуляторов; разработал и зарегистрировал препарат для борьбы с бактериозом пчёл «Апифлоцид».
Среди его учеников 2 доктора и более 20 кандидатов наук.

## Публикации
Опубликовано более 350 научных работ, получено 31 авторских свидетельств и патентов.
- Синтезы производных нуклеозидов в присутствии металлокомплексных катализаторов // Башкирский химический журнал. 1996. Т. 3, № 7 (соавтор).
- Циклофункционализация 2-алкениланилинов // Современный органический синтез. М.: Химия, 2003 (соавтор).

## Авторские свидетельства
Абдрахманов Ильдус Бариевич — автор 35 изобретений.
Мустафин Ахат Газизьянович, Гимадиева Альфия Раисовна, Чернышенко Юлия Николаевна, Абдрахманов Ильдус Бариевич, Мышкин Владимир Александрович, Ибатуллина Рифа Бариевна «СРЕДСТВО, ПРЕДСТАВЛЯЮЩЕЕ СОБОЙ 5-АМИНО-6-МЕТИЛУРАЦИЛ, ПРОЯВЛЯЮЩЕЕ АНТИОКСИДАНТНУЮ АКТИВНОСТЬ, И СПОСОБ ЕГО ПОЛУЧЕНИЯ», 2009 г.